# Robert-Édouard Charlier
Signature
Robert-Édouard Charlier, né le 4 novembre 1906, mort le 26 octobre 1990, est un juriste français, professeur de droit public. 
En 1939, il rencontre Albert Camus. Ils collaborent au journal Alger républicain. En 1940, le professeur Charlier est révoqué de ses fonctions par le gouvernement de Vichy. Il est réintégré après la guerre, comme professeur aux facultés d'Aix-en-Provence, Paris, Paris II où il enseigne principalement le droit administratif et le droit constitutionnel.

## Biographie
Après des études à Rennes, Robert-Édouard Charlier est agrégé de droit public en 1930, après avoir soutenu la même année une thèse en histoire  des  idées politiques (« L’anarchisme-communisme, sa lutte contre le marxisme et contre l’État et le droit »).  
Il enseigne à la Faculté de droit de Toulouse, puis à celle d'Alger (1931-1933 ; 1934-1940).  
Il est un membre en vue du mouvement Amsterdam-Pleyel qui développe des idées pacifistes. Il milite dans les associations se rattachant au Front populaire. 

### Avec Albert Camus à Alger
À Alger, il s’intéresse à l’application de la loi métropolitaine dans les colonies. En 1935, il est secrétaire fédéral du Secours Ouvrier international, lorsque le jeune Camus met en scène, sous les auspices de cette organisation, une adaptation du roman Le temps du mépris d'André Malraux, paru en 1936. Ils fréquentent ensemble un cercle lié au mouvement Amsterdam-Pleyel et au comité de vigilance des intellectuels antifascistes. Camus rend compte les 25/04/1939 et 24/05/1939 de manière détaillée et élogieuse dans le journal Alger Républicain, d'une conférence faite par le professeur de droit le vendredi 21 avril au soir dans la salle de l'Entraide féminine laïque, sous les auspices de l'Union fédérale des étudiants, intitulée «Contre l'impérialisme» et d'une autre, samedi 20 mai à 18h 15, sous les auspices de la Ligue des mères et des éducatrices pour la paix, intitulée « Pas de guerre ». Les idées défendues par le professeur Charlier, favorable au pacifisme, au fédéralisme, au solidarisme, au droit des peuples à disposer d'eux-mêmes, intéressent et influencent Albert Camus. 
À partir d'octobre 1939, une rubrique titrée « Sous les éclairages de la guerre » est publiée dans Le Soir Républicain sous des pseudonymes cachant Albert Camus, Pascal Pia, et Robert-Édouard Charlier, écrivant « en communauté d'esprit » . Après l'interdiction du journal, le 10 janvier 1940, Charlier et Camus veulent créer un hebdomadaire. Ce projet n'aboutit pas. Camus quitte l'Algérie le 14 mars 1940. Le professeur Charlier est « relevé de fonctions » le 15 novembre 1940 par le gouvernement de Vichy, en raison de son engagement à gauche et de ses idées libérales. 
Le professeur de droit nommé à sa place est René Capitant qui fait aussitôt l'éloge de son prédécesseur lors de son premier cours, et qui  fonde,  avec deux autres professeurs de droit  (Paul-Émile Viard  et  Paul  Coste-Floret),  « Combat Outre-mer ».  

### Carrière universitaire
Robert-Édouard Charlier est alors « reclassé » comme agrégé à Aix-en-Provence le 5 janvier 1942, puis « réintégré » comme professeur de chaire à Aix-en-Provence] par arrêté des 6 novembre 1944 et 15 janvier 1945.  À Aix,  il  organise,  en  complément  de  ses leçons de droit colonial, des conférences sur l’organisation de l’Union française à l’École de l'air de Salon-de-Provence.   
À partir de 1955-1956, il poursuit son enseignement, à la faculté de droit de Paris, puis à l'Université de Paris II.    
Il collabore à de nombreuses revues françaises (Semaine  juridique -JCP-, Revue du droit public - RDP-, Revue  générale  de  l’Air,  Revue  Espaces, Revue française de science politique -RFSP-) et étrangères (Revue  algérienne, tunisienne  et  marocaine  de  législation, de jurisprudence et de doctrine de la Faculté de droit d’Alger,  Recueil Penant).    
En 1957, il assure un cours à l'Académie de droit international de La Haye.

### Autres fonctions
Dans l'ordonnance de 1945, les tribunaux pour enfants, créés en 1912, sont échevinés avec la désignation d'assesseurs « choisis parmi les personnes ... s’étant signalées par l’intérêt qu’elles portent aux questions concernant l’enfance ». Dès 1945, le professeur Charlier est désigné comme assesseur titulaire au tribunal pour enfants d'Aix en Provence. 
À la fin des années 1970 et au début des années 1980, il est membre du Conseil général des mines, organisme chargé de compétences de nature administrative, économique et technique en matière de gestion du sous-sol, d'énergie, de gestion des risques liés à l'activité industrielle, de développement économique, de protection de l'environnement, d'innovation et de formation.

## Enseignement et doctrine: les fins supérieures communes
Si l'enseignement et les écrits du professeur Charlier touchent à de nombreux domaines du droit (droit colonial, droit de l'atome, droit des transports, droit du travail, droit de la mer, droit aérien et de l'espace, droit pénal, droit administratif, droit économique, droit international), sa doctrine s'est construite autour d'une réflexion sur l'État et son droit constitutionnel. Ainsi analyse-t-il, dans une série de cours de doctorat à la Faculté de Droit de Paris, les « Institutions contemporaines tendant au renforcement du pouvoir ».  Son analyse va au delà de la description des institutions et du droit positif. Pour lui, le droit, régulateur social, doit être aussi l'instrument de l'amélioration et du progrès des sociétés, à condition d'être mis au service des « fins supérieures communes » qui seules légitiment l'existence de l'État, dès lors qu'y est associé le citoyen. Les mélanges réunis en son honneur portent le titre « Service public et libertés ». 
Sa doctrine est développée dans son dernier ouvrage, publié en 1984 : « L'État et son droit, leur logique et leurs inconséquences ». Se rattachant plutôt à l'école du service public, le professeur Charlier développe une analyse fondée sur la logique. L'État n'est que le service des fins supérieures communes de la société qui doivent être servies de manière rationnelle. L'analyse expose les cas dans lesquels l'État, dans ce qu'il a de meilleur, respecte ces exigences et recense les errements dus à ses inconséquences, avec les remèdes à y apporter. « Toute la logique du gouvernement et du droit public ne va dès lors consister qu'à y assurer, sans contradiction ni dérobade, la cohérence dans les fins poursuivies et l'appropriation des moyens à employer», jusque dans la vie économique. C'est la tâche des institutions régulièrement constituées, avec le réseau du Droit, l'appareil politico-administratif, et les droits de l'Homme. Mais les exigences du service public peuvent aussi justifier certaines ruptures, violences ou refus.
L'ouvrage aborde notamment les degrés souhaitables de démocratie, la décentralisation, la séparation des pouvoirs, le libéralisme économique, le socialisme, l'enseignement privé, les rapports entre État et religion, entre autorités internationales et gouvernement nationaux.

## Œuvres
Liste sélective : la liste exhaustive des ouvrages, articles, notes de jurisprudence et préfaces figure dans les Mélanges offerts au professeur Robert-Édouard Charlier. 

### Ouvrages
- L'Anarchisme-communisme, ou lutte contre le marxisme et contre l'État et le droit. Thèse pour le doctorat de droit, Université de Rennes. Faculté de droit, 1930.
- Questions juridiques soulevées par l'évolution de la science atomique, Recueil des cours de l'Académie de droit international de La Haye, 1957
- L'État et son droit, leur logique et leurs inconséquences, Paris, Economica, 1984, 456 p. (ISBN 2717807454)

### Principaux articles
- « Le droit aérien, droit d'avant-garde », Espaces,‎ 1946
- « Le statut des aérodromes », Espaces,‎ 1947
- « Le commandant d'aéronef en droit privé », Revue générale de l'Air,‎ 1947, p. 20
- « Les fins du droit public moderne », Revue du droit public,‎ 1947, p. 127
- « La répression de l'instigation criminelle dans les mouvements révolutionnaires coloniaux », Recueil Pénant, vol. II,‎ 1947, p. 33
- « Y a-t-il un droit de grève dans les services publics ? », La Semaine Juridique, vol. I,‎ 1950, p. 837
- « Les contradictions internes des groupements. Première partie : L'équivoque de l'association », Revue française de science politique,‎ 1951, p. 311-325 (lire en ligne)
- « Les contradictions internes des groupements.Deuxième partie : Du syndicat au parti », Revue française de science politique,‎ 1951, p. 465-480 (lire en ligne)
- « La technique de notre droit public est-elle appropriée à sa fonction ? », Études et documents du Conseil d'État, no 5,‎ 1951
- « La notion juridique de "service public industriel et commercial" », La semaine juridique, no I,‎ 1955, p. 1210
- « Le régime complexe des services publics "industriels ou commerciaux" », La semaine juridique, no I,‎ 1955, p. 1220
- « L'énergie atomique et les renouvellements du droit », Journal des tribunaux, Bruxelles,‎ 30 mars 1958
- « Trois professeurs de droit donnent leur avis », Le Monde.fr,‎ 31 juillet 1958 (lire en ligne) : avis des professeurs Marcel Prélot, Paul Bastid et Robert-Édouard Charlier sur l'avant-projet de Constitution de 1958.
- « Vicissitudes de la loi », Mélanges J. Maury, Dalloz,‎ 1960
- « Résultats et enseignements des Conférences du droit de la mer (Genève 1958 et 1960) », Annuaire Français de Droit International, 6e série,‎ 1960, p. 63-76 (lire en ligne)
- « Le constitutionnaliste dans la cité », Mélanges G. Gidel, Sirey,‎ 1961
- « Le juge et le service », Mélanges M. Waline, L.G.D.J.,‎ 1974
- « L'abus de pouvoirs ou de fonctions en droit public français », Rapport aux journées H. Capitant,‎ 1977
- « Évolution et situation présente de la notion de "Droit constitutionnel" », Études offertes à J. J. Chevallier, Cujas,‎ 1977

### Principales notes de jurisprudence
- Analyse de l'excès de pouvoir, sous Conseil d'État, 21 mars 1934, Ouazana (R.A. 1936,II,101)
- Détournement de pouvoir, sous Conseil d'État, 28 mai 1937, Cortès (R.A. 1938, II, 67)
- Définition du travail public, sous Conseil d'État, 13 février 1942, commune de Sarlat (La semaine juridique, 1943, II, 2419)
- Pouvoirs de crise de l'Administration, sous Conseil d'État, 7 janvier 1944, Lecoq, (La semaine juridique, 1944, II, 2663)
- Pouvoir réglementaire : contrôle de la constitutionnalité des lois de 1940 à 1944, sous Conseil d'État, 22 mars 1944, Vincent (Sirey, 1945, III, 53)

### Préfaces
- G. Bartoli, Sociologie du référendum dans la France moderne, L.G.D.J., 1965
- « Le juge et le chef », dans S. SALON "Délinquance et répression disciplinaire dans la fonction publique", L.G.D.J.,‎ 1969
- « Les dépendances entrecroisées des députés », dans J. C. Masclet, "Le rôle du député et ses attaches institutionnelles", L.G.D.J.,‎ 1979

## Citations de l'auteur
« L'acte juridictionnel est celui par lequel l'organe qui en est chargé, étant saisi d'une espèce concrète donnée dans laquelle sont contestés ou douteux, soit les faits de l'affaire, soit la règle de Droit, soit le tout ensemble : 1°) déclare constater, avec force de vérité légale, ce que sont ces faits, et ce que c'est ce Droit; et 2°) s'il y a lieu (ce qui est le cas le plus fréquent), tire la conséquence de sa déclaration - constatation en ordonnant les mesures et conduites propres à maintenir ou rétablir l'ordre juridique qui s'est ainsi révélé menacé ou troublé. »
« Il n'y a puissance publique que par et pour le service qu'elle remplit. »
« Dans la France contemporaine, il y a au moins un ordre juridictionnel de trop. Car la logique doit condamner le système dit de la justice administrative.» ».